# Nasu Daisuke
Nasu Daisuke (sinh ngày 10 tháng 10 năm 1981) là một cầu thủ bóng đá người Nhật Bản.

## Đội tuyển bóng đá quốc gia Nhật Bản
Nasu Daisuke được triệu tập vào đội tuyển Nhật Bản tham dự Thế vận hội Mùa hè 2004.